# Villadeati
Villadeati is een gemeente in de Italiaanse provincie Alessandria (regio Piëmont) en telt 513 inwoners (31-12-2004). De oppervlakte bedraagt 14,5 km², de bevolkingsdichtheid is 35 inwoners per km².
De volgende frazioni maken deel uit van de gemeente: Zanco, Lussello, Trittango, Pavo, Fontanina, Vadarengo.

## Demografie
Villadeati telt ongeveer 251 huishoudens. Het aantal inwoners daalde in de periode 1991-2001 met 8,9% volgens cijfers uit de tienjaarlijkse volkstellingen van ISTAT.
| Jaar | Inwoneraantal |
| ---- | ------------- |
| 1991 | 572           |
| 2001 | 521           |

## Geografie
De gemeente ligt op ongeveer 410 m boven zeeniveau.
Villadeati grenst aan de volgende gemeenten: Alfiano Natta, Murisengo, Odalengo Grande, Odalengo Piccolo, Montiglio Monferrato (AT), Tonco (AT).